# Emmet Fox
Emmet Fox (Irlanda, 30 de julho de 1886 - França, 13 de agosto de 1951) foi um Ministro da Igreja da Ciência Divina e um dos maiores escritores sobre espiritualidade da primeira metade do século XX. Seus ensinamentos tiveram grande influência na fundação da entidade Alcoólicos Anônimos, e para seus próprios fundadores, chegando a ser considerado seu principal inspirador. Seus best-sellers exemplificaram o liberalismo religioso amplo e não sectário e, segundo Hedstrom, impulsionou o sucesso de Harper & Brothers.

## Biografia
O pai de Fox, que veio a falecer antes que ele tivesse dez anos de idade, foi um médico e também membro do Parlamento. Fox estudou na Stamford Hill, perto de Londres, formando-se em engenharia elétrica. Porém, desde muito cedo, ele se interessou pelo fenômeno da cura por meio do poder da mente e da oração. Nos seus últimos anos da adolescência, ele estudou a filosofia do Novo Pensamento. Chegou inclusive a conhecer pessoalmente um importante precursor do Novo Pensamento, Thomas Troward.
Fox asistiu ao encontro que a Aliança Internacional do Novo Pensamento organizou em Londres, em 1914. Fox deu sua primeira palestra sobre o Novo Pensamento no Mortimer Hall, em Londres, em 1928.
Depois, ele viajou aos Estados Unidos e em 1931 foi selecionado para ser o sucessor do Rev. W. John Murray, como Ministro da Primeira Igreja da Ciência Divina de Nova Iorque. Fox virou então num dos mais populares palestrantes, cativando as pessoas que iam escutar suas palavras nos maiores salões da cidade. Fox foi ordenado Ministro da Igreja da Ciência Divina pela própria Rev. Nona Brooks, a co-fundadora desta igreja.
Emmet Fox foi o líder de espiritualidade que maiores audiências convocava na sua época. Segundo alguns cálculos, seus livros já foram lidos por dez milhões de pessoas em todo o mundo.
A secretária de Emmet Fox era mãe de uma pessoa que trabalhava com Bill Wilson, um dos co-fundadores de Alcoólicos Anônimos; foi por meio deste vínculo que os grupos de A.A. começaram a escutar as palestras de Fox . Seus livros, especialmente "O Sermão da Montanha", foram muito populares entre os A.A.

## Livros
- O Sermão da Montanha
- Os Dez Mandamentos: A chave para uma nova vida
- El Poder del Pensamiento Constructivo
- Mude sua vida
- Diagramas para Vivir: La Biblia Desvelada
- Descubra e Use Sua Força Interior
- Dia a Dia
- Faça sua vida valer a pena